# Robert Hyatt
Robert M. Hyatt (* 18. März 1948 in Laurel, Mississippi), genannt „Bob“, ist ein Informatiker und Computerschachprogrammierer. Er ist der Entwickler mehrerer Schachprogramme wie Cray Blitz und Crafty.

## Leben

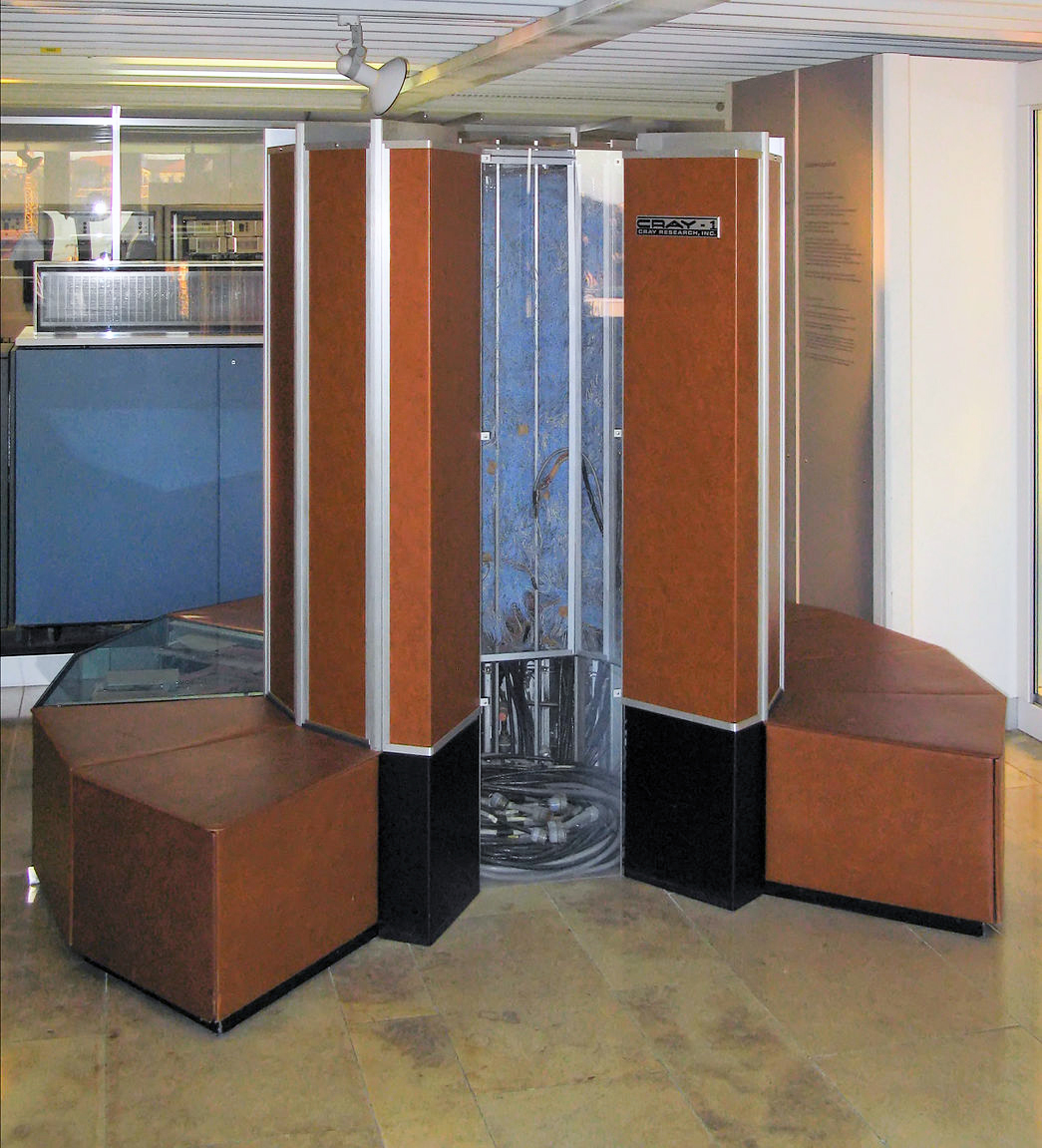
Eine Cray-1 im Deutschen Museum in München

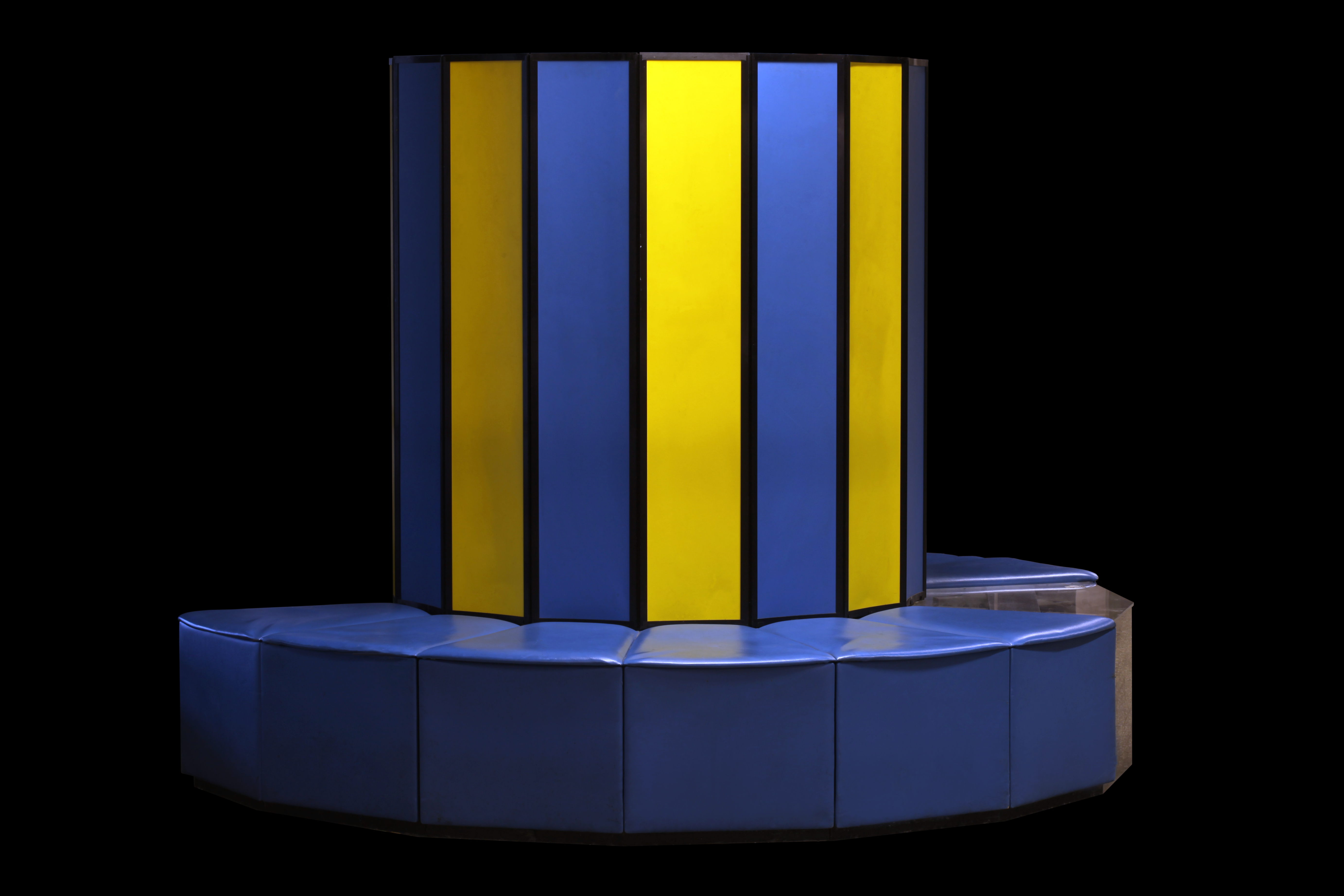
Die Cray X-MP48

Bob Hyatt erhielt seine Ausbildung an der Universität von Süd-Mississippi in Hattiesburg im US-Bundesstaat Mississippi. Er schloss sein Studium dort 1970 mit dem Bachelor of Science (BS) und 1983 mit dem Master of Science (MS) ab. Im Jahr 1988 promovierte er mit seiner Doktorarbeit „Cray Blitz - A Computer Chess Playing Program“ zum Ph.D. an der Universität von Alabama in Birmingham (UAB) im Staate Alabama. Danach war er dort bis 2016 Professor für Informatik.
Seit 1975 befasst er sich mit Computerschach und gilt als einer der Pioniere auf diesem Gebiet. Eines seiner ersten Projekte war sein Programm Blitz. Im Jahr 1979 stellte ihm dafür die Forschungsabteilung der US-Firma Cray ihren damaligen Supercomputer, die Cray-1 (Bild), zur Verfügung. In Zusammenarbeit mit Al Gower, einem Musikprofessor und Fernschachspieler, entstand so Cray Blitz. Drei Jahre später stand der Nachfolger der Cray-1, Cray X-MP (Bild), zur Verfügung, der bis 1985 schnellste Computer der Welt. Sowohl 1983 bei der 4. als auch 1986 bei der 5. Computerschachweltmeisterschaft (WCCC) gewann er damit den WM-Titel.
Darüber hinaus entwickelt Bob Hyatt seit vielen Jahren an Crafty, einem auf handelsüblichen PCs lauffähigen Schachprogramm, das er in immer neuen Versionen (zuletzt Ver. 25.2) frei zur Verfügung stellt (siehe Weblinks).